# Classe Vishwast

La classe Vishwast  est une série de trois patrouilleurs  construite au chantier naval de Goa (GSL) pour la Garde côtière indienne (ICG).

## Historique
Leurs caractéristiques comprennent un système de pont intégré (IBS), un système de contrôle intégré des machines (IMCS), un système de gestion de l'alimentation (PMS), un système externe de lutte contre les incendies à haute puissance et un canon naval de 30 mm à courte portée CRN-91 avec un système de contrôle optique du tir. Ils transportent un hélicoptère et cinq bateaux à grande vitesse. Les navires sont également équipés du Règlement GMDSS (en français : Système mondial de détresse et de sécurité en mer (SMDSM).
Les navires sont principalement conçus pour patrouiller et surveiller les zones maritimes, les opérations de recherche et sauvetage, la surveillance maritime, les opérations anti-contrebande, la lutte contre la pollution contre les déversements d'hydrocarbures et la lutte contre les incendies externes.

## Unités
| Nom           | N° coque | Port d'attache | Lancement       | Mis en service   |
| ------------- | -------- | -------------- | --------------- | ---------------- |
| ICGS Vishwast | 30       | Chennai        | 4 juillet 2008  | 17 mars 2010     |
| ICGS Vijit    | 31       | Porbandar      | 4 novembre 2009 | 11 décembre 2010 |
| ICGS Vaibhav  | 32       | Tuticorin      | 5 décembre 2009 | 21 mai 2013      |

## Galerie

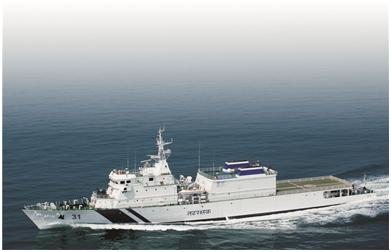
ICGS Vijit
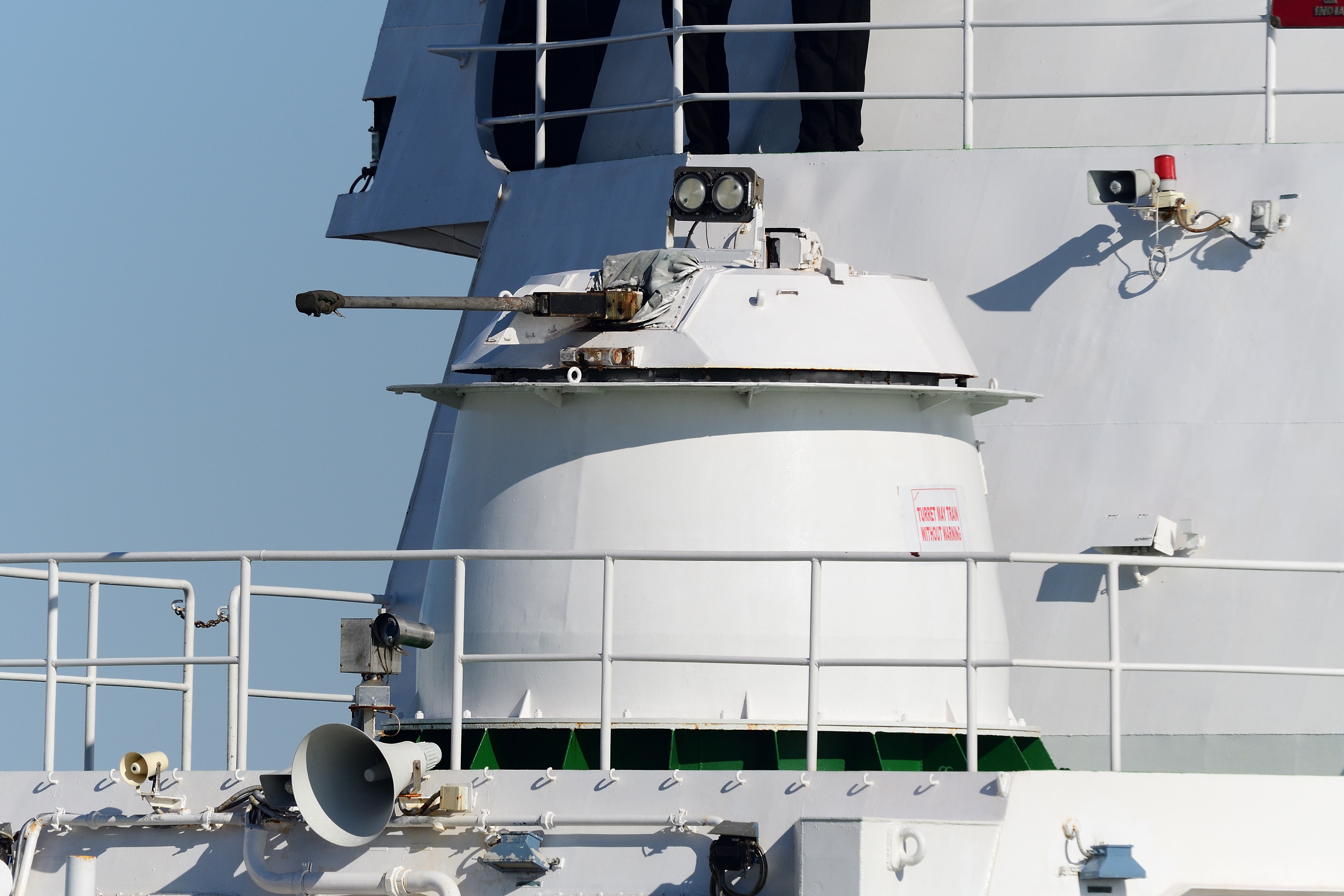
Canon naval 30 mm CRN-91
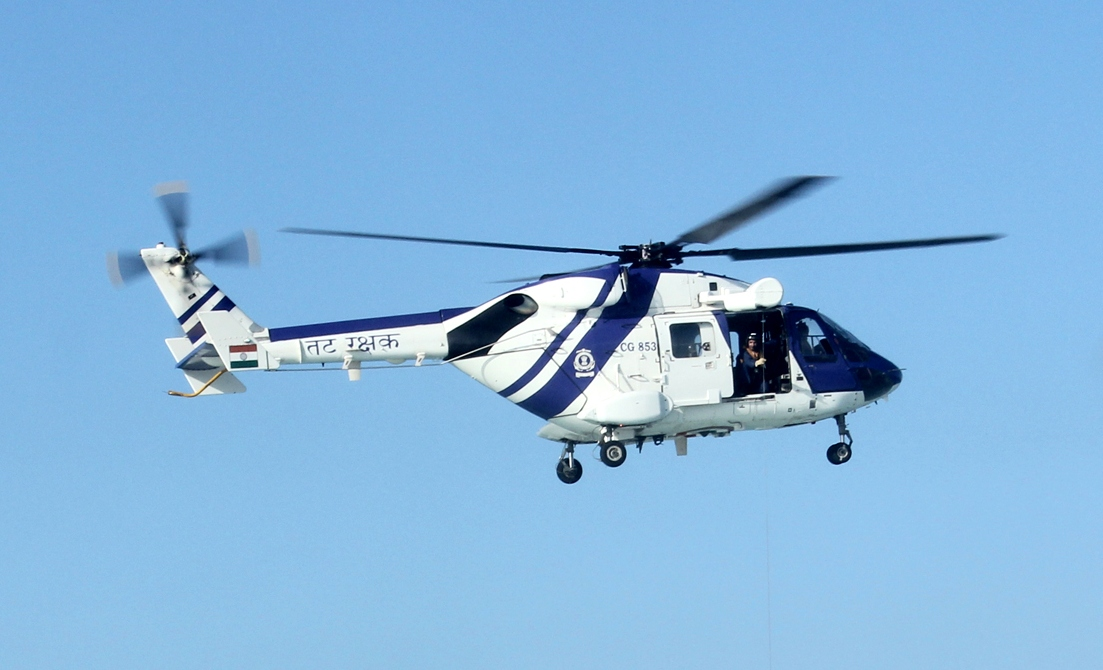
Hélicoptère HAL Dhruv